# Vicente Almonacid
Vicente Enrique Almonacid Heyl (Santiago, 28 de octubre de 2000) es un nadador paralímpico chileno que compite en competiciones internacionales de natación. Fue sometido a más de 20 operaciones las cuales le provocaron la amputación de su brazo izquierdo a raíz de una serie de tumores diagnosticados. 

## Primeros años de vida
Almonacid nació con una forma agresiva de fibromatosis, una condición que provoca el desarrollo de tumores en el cuerpo. Uno de sus dedos debió ser extirpado quirúrgicamente cuando tenía cinco años; también le amputaron el brazo izquierdo y ha sido sometido a múltiples operaciones desde entonces. Comenzó a nadar como parte de su rehabilitación y fue entrenado por el exnadador olímpico uruguayo José Mafio, quien participó en los Juegos Olímpicos de Atenas 2004.

## Vida deportiva
Almonacid ha ganado el Campeonato Mundial de Natación Adaptada y en los Juegos Parapanamericanos en el estilo braza, siendo el primer nadador chileno en ganar un título mundial. Compitió en los Juegos Paralímpicos de 2020, donde terminó en octavo lugar en su final.
Un mes antes de los Juegos Paralímpicos de 2020, a Almonacid le diagnosticaron un tumor en el mediastino. Él decidió participar de todas maneras en Tokio, tras lo cual se sometió a una cirugía compleja y de alto riesgo para la extirpación del tumor.Tras su recuperación, ganó medalla de oro en el Campeonato Mundial de 2022 en Portugal y medalla de plata en el Mundial de Mánchester. En 2022, fue reconocido como el mejor deportista paralímpico chileno por el Círculo de Periodistas Deportivos.
Junto a Tamara Leonelli fue abanderado de la comitiva nacional de Chile en la ceremonia de inauguración de los Juegos Parapanamericanos de 2023. En dichos Juegos, ganó la medalla de oro en los 200 metros combinados SM8 y de plata en los 100 metros SB8, donde además hizo récord parapanamericano. El mismo año logró medalla de plata en los 100 metros SB8 en el Campeonato Mundial de Paranatación, realizado en Mánchester, por lo que obtuvo el cuarto lugar en el Ranking Mundial de la disciplina.
Por sus logros deportivos durante el año, le fue concedido el Premio Nacional del Deporte 2023.
El 1 de septiembre de 2024 y luego de su participación en los Juegos Paralímpicos de París 2024comunica mediante una publicación sus redes sociales[cita requerida] que en marzo de 2024 le detectaron cáncer y un tumor en el pulmón izquierdo.